# Sabor u Srbu
Sabor u Srbu bio je skup Srba iz središnjih pograničnih djelova Republike Hrvatske koji je održan u Srbu 25. srpnja 1990. i na kojemu je donesena Deklaracija o suverenosti i autonomiji srpskog naroda. Neposredno poslije 17. kolovoza 1990. izbila je tzv. balvan revolucija. Miting koji se održao bio je otvorenih velikosrpskih značajki. Na mitingu su sudjelovali Jovan Rašković i Milan Martić.
Istoga nadnevka bila je predviđena sjednica Sabora SR Hrvatske, na kojoj je bilo predviđeno usvajanje amandmana na Ustav SR Hrvatske iz 1974. godine, što je i usvojeno: Hrvatska je postala suverena država, iz naziva hrvatske države izbačen je pridjev „socijalistička”, usvojen su povijesni grb i zastava te promijenjeni nazivi državnih dužnosti. Na mitingu je osnovano tzv. Srpsko nacionalno vijeće.
Miting se održao gotovo na obljetnicu velikosrpskog mitinga održana na istom mjestu 19 godina prije, 1971., koji je prethodio hrvatskomu proljeću.
U općinama Kninu, Benkovcu i Obrovcu taj je dan proglašen neradnim.

## Vanjske poveznice
|  | Wikizvor ima izvorni tekst Deklaracija o suverenosti i autonomiji srpskog naroda |